# Рузматов, Миразиз
Миразиз Рузматов — советский хозяйственный, государственный и политический деятель, Герой Социалистического Труда.

## Биография
Родился в 1919 году в Среднечирчикском районе. Член КПСС.
С 1940 года — на хозяйственной, общественной и политической работе. В 1940—2002 гг. — колхозник, звеньевой, бригадир, председатель колхоза имени Ахунбабаева Среднечирчикского района Ташкентской области, главный советник ширкатного хозяйства имени Ахунбабаева.
Указом Президиума Верховного Совета СССР от 5 марта 1982 года присвоено звание Героя Социалистического Труда с вручением ордена Ленина и золотой медали «Серп и Молот».
Избирался депутатом Верховного Совета Узбекской ССР 11-го и 12-го созывов.
Делегат XXVII съезда КПСС.
Умер в Ташкентской области после 2002 года.